# Claudio Vandelli
Claudio Vandelli (n. 27 iulie 1961, Modena, Italia) este un ciclist de performanță ce a reprezentat Italia, medaliat olimpic. A participat la 1 ediție a Jocurilor Olimpice (1984) în care a câștigat 1 medalie de aur.

## Participări
Lista de mai jos prezintă principalele competiții la care a participat Claudio Vandelli de-a lungul carierei.
- cycling at the 1984 Summer Olympics – men's team time trial[*]